# Prix Polar Music
Le prix Polar Music (en anglais Polar Music Prize, en suédois Polarpriset) est un prix remis chaque année par la Stig Anderson Music Award Foundation afin de récompenser tout individu, groupe ou institution ayant contribué favorablement à la musique. Deux lauréats sont généralement distingués annuellement ; il s'agit d'un artiste de la scène pop, rock, jazz, blues ou folklorique et d'un autre du monde de la musique classique. 
Ce prix a été fondé en 1989, à la suite d'une donation de Stig Anderson, ancien manageur du groupe ABBA et fondateur du label musical Polar Music. 
La cérémonie de remise de cette distinction se déroule à Stockholm en mai et les lauréats reçoivent leur prix de la main de SM le roi Charles XVI Gustave de Suède. Chaque récipiendaire reçoit la somme d'un million de couronnes suédoises, soit environ 109 000 euros.
Les artistes américains sont de loin les plus primés avec vingt-quatre lauréats, devant le Royaume-Uni (sept), l'Allemagne et la Russie (trois). À noter que onze femmes ont reçu le prix Polar Music.

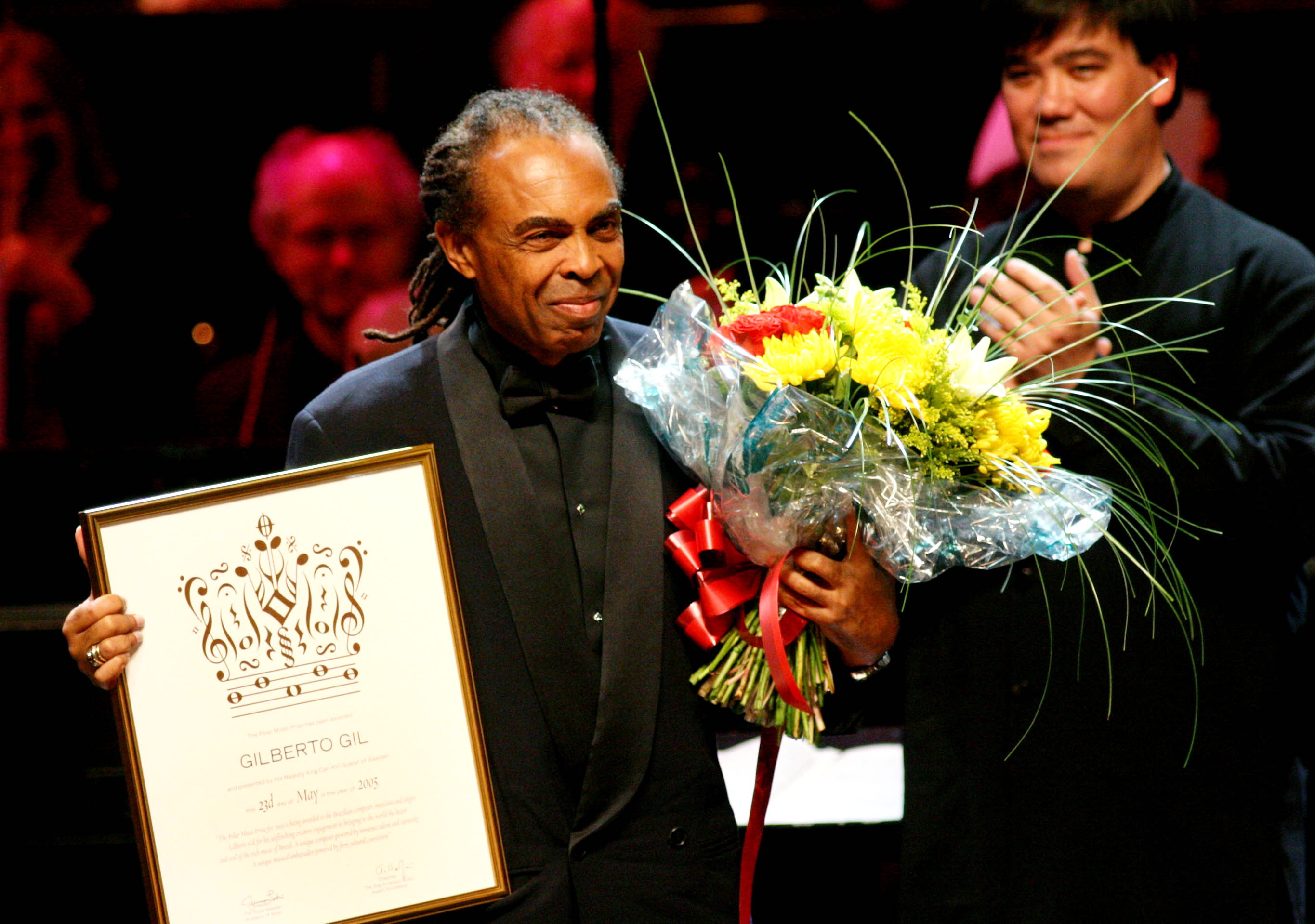
Gilberto Gil recevant le prix Polar Music en 2005.

## Lauréats
- 1992 : Paul McCartney (Royaume-Uni) et les Pays baltes de l'Estonie, de la Lituanie et de la Lettonie pour leur musique traditionnelle.
- 1993 : Dizzy Gillespie (États-Unis) et Witold Lutosławski (Pologne)
- 1994 : Quincy Jones (États-Unis) et Nikolaus Harnoncourt (Autriche)
- 1995 : Elton John (Royaume-Uni) et Mstislav Rostropovich (Russie)
- 1996 : Joni Mitchell (Canada) et Pierre Boulez (France)
- 1997 : Bruce Springsteen (États-Unis) et Eric Ericson (Suède)
- 1998 : Ray Charles (États-Unis) et Ravi Shankar (Inde)
- 1999 : Stevie Wonder (États-Unis) et Iannis Xenakis (France)
- 2000 : Bob Dylan (États-Unis) et Isaac Stern (États-Unis)
- 2001 : Burt Bacharach et Robert Moog (États-Unis) et Karlheinz Stockhausen (Allemagne)
- 2002 : Sofia Goubaïdulina (Russie) et Miriam Makeba (Afrique du Sud)
- 2003 : Keith Jarrett (États-Unis)
- 2004 : B.B. King (États-Unis) et György Ligeti (Hongrie)
- 2005 : Gilberto Gil (Brésil) et Dietrich Fischer-Dieskauu (Allemagne)
- 2006 : Led Zeppelin (Royaume-Uni) et Valery Gergiev (Russie)
- 2007 : Steve Reich (États-Unis) et Sonny Rollins (États-Unis)
- 2008 : Pink Floyd (Royaume-Uni) et Renée Fleming (États-Unis)
- 2009 : Peter Gabriel[2] (Royaume-Uni) et José Antonio Abreu et El Sistema (Venezuela)
- 2010 : Björk[3] (Islande) et Ennio Morricone[4] (Italie)
- 2011 : Patti Smith (États-Unis) et Kronos Quartet (États-Unis)
- 2012 : Paul Simon (États-Unis) et Yo-Yo-Ma (États-Unis)
- 2013 : Youssou N'Dour (Sénégal) et Kaija Saariaho (Finlande)
- 2014 : Chuck Berry (États-Unis) et Peter Sellars (États-Unis)
- 2015 : Emmylou Harris (États-Unis) et Evelyn Glennie (Royaume-Uni)
- 2016 : Cecilia Bartoli (Italie) et Max Martin (Suède)
- 2017 : Sting[5] (Royaume-Uni) et Wayne Shorter (États-Unis)
- 2018 : Metallica[6] (États-Unis) et Ahmad Naser Sarmast et l'Institut national de musique d'Afghanistan (Afghanistan)
- 2019 : Anne-Sophie Mutter[7] (Allemagne) et Grandmaster Flash[7] et Playing for Change[7] (États-Unis)
- 2020 : Anna Netrebko[8] (Russie) et Diane Warren[8] (États-Unis)
- 2021 : non décerné en raison de la pandémie de Covid-19
- 2022 : Iggy Pop[9] (États-Unis) et Ensemble intercontemporain[10] (France)
- 2023 : Arvo Pärt[11] (Estonie), Angélique Kidjo[11] (Bénin) et Chris Blackwell[11] (Royaume-Uni)
- 2024 : Esa-Pekka Salonen[12] (Finlande) et Nile Rodgers[12] (États-Unis)
- 2025 : Barbara Hannigan[13] (Canada), Queen[13] (Royaume-Uni) et Herbie Hancock[13] (États-Unis)